# Abarenicola claparedei
Abarenicola claparedei är en ringmaskart som först beskrevs av Levinsen 1883.  Abarenicola claparedei ingår i släktet Abarenicola och familjen Arenicolidae. Inga underarter finns listade i Catalogue of Life.